# Черноклювый турако
Черноклювый турако (лат. Tauraco schuettii) — вид птиц из семейства тураковых (Musophagidae). Выделяют два подвида. Распространены в тропических лесах Центральной Африки.

## Описание

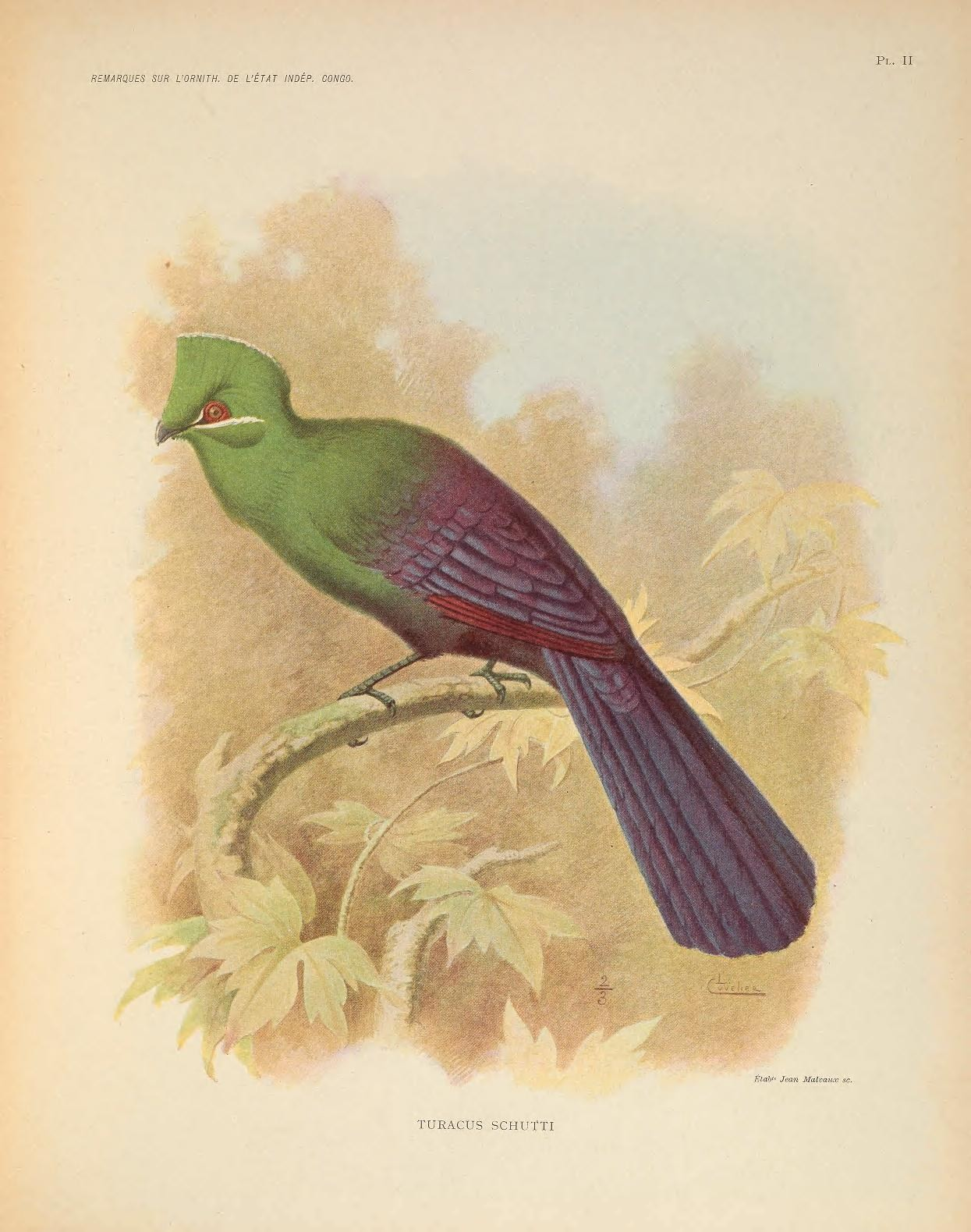

Клюв у этого вида чёрного цвета, что отличает его от некоторых других видов тураковых, у которых клюв может быть ярко окрашенным. Хвост длинный, с закругленными кончиками перьев, что помогает птице маневрировать в густых зарослях леса.

## Распространение
Черноклювый турако является эндемиком тропических лесов Центральной Африки, его ареал охватывает несколько стран, где он обитает в густых вечнозеленых и галерейных лесах. Этот вид широко распространен в восточной и центральной частях Демократической Республики Конго, в провинциях Киву, Маниема и Танганьика. В Камеруне черноклювый турако обитает в южных районах, включая приграничные зоны с Габоном и ДРК. В Уганде его можно встретить в западных районах, таких как Бундибугио и Руэнзори, а также он редко встречается в остатках лесов Руанды и Бурунди на высотах до 2000 метров над уровнем моря. Черноклювый турако предпочитает влажные вечнозеленые леса, галерейные леса вдоль рек и вторичные леса, избегая открытых пространств и сильно нарушенных территорий. Его распространение тесно связано с наличием густой древесной растительности, которая обеспечивает пищу и укрытие. Птица играет важную роль в экосистеме, способствуя распространению семян растений через фекалии. Несмотря на широкий ареал, численность вида может варьироваться в зависимости от состояния местообитаний, поскольку вырубка лесов и деградация экосистем оказывают давление на популяции черноклювого турако.

## Питание

Черноклювый турако является преимущественно фруктоядной птицей, и его рацион в основном состоит из плодов различных деревьев, произрастающих в тропических лесах Центральной Африки. Основу питания составляют мягкие сочные плоды, особенно представителей семейств Moraceae и Lauraceae.

## Размножение
Черноклювый турако размножается в сезон дождей, когда в лесах Центральной Африки много пищи и подходящих условий для выращивания потомства. Гнезда строятся на высоте от 3 до 5 метров над землей. Они представляют собой небольшие платформы из тонких веток и листьев, которые обеспечивают укрытие и защиту кладки. Оба родителя участвуют в строительстве гнезда. В кладке два белых яйца. Инкубационный период длится около 21–24 дней, при этом оба родителя поочередно насиживают кладку. После вылупления птенцов родители активно участвуют в их выкармливании, принося им мягкую пищу, такую как фрукты и насекомые. Птенцы остаются в гнезде около 4 недель, после чего начинают покидать его, но продолжают зависеть от родителей ещё несколько недель, пока не научатся самостоятельно добывать пищу.